# Ježíš na Herodově dvoře
Ježíš na Herodově dvoře odkazuje na epizodu v Novém zákoně, která popisuje Ježíše, který byl před svým ukřižováním v Jeruzalémě poslán k Herodesovi Antipovi. Tato epizoda je popsána v Lukášově evangeliu – Lk 23, 7–15 (Kral, ČEP).

## Biblické vyprávění
V Lukášově evangeliu po soudním procesu s Ježíšem v Sanhedrinu žádají starší soudu Piláta Pontského, aby Ježíše soudil a odsoudil – Lk 23, 2 (Kral, ČEP), a obviňují ho z falešných tvrzení, že je král. Při výslechu Ježíše ohledně tvrzení, že je židovským králem, si Pilát uvědomuje, že Ježíš je Galilejec, a tudíž spadá pod Herodovu jurisdikci. Protože Herodes byl v té době již náhodou v Jeruzalémě, rozhodne se Pilát poslat Ježíše k Herodovi, aby ho soudil.
Herodes Antipas (tentýž muž, který předtím nařídil smrt Jana Křtitele a podle některých farizeů zosnoval spiknutí, aby nechal zabít i Ježíše, ale nezaměňovat s jeho otcem, Herodem Velikým, který podle všeho nařídil masakr neviňátek) chtěl Ježíše vidět už dlouho a doufal, že bude moci vidět některý z Ježíšových zázraků. Ježíš však na Herodesovy otázky ani na prudká obvinění velekněží a zákoníků nic neřekl.
Vojáci oblékli Ježíšovi skvostné roucho, posmívali se mu jako židovskému králi, a poslali ho zpět k Pilátovi. Toho dne se z Heroda a Piláta, kteří byli předtím nepřátelé, stali přátelé.
Lukášovo evangelium neuvádí, že Herodes Ježíše neodsoudil, a místo toho tento závěrečný verdikt přiřkne Pilátovi, který pak svolá starší soudního dvora a řekne jim:
„Přivedli jste přede mne tohoto člověka, že pobuřuje lid; já jsem ho, jak vidíte, před vámi vyslechl a neshledal jsem na něm nic, z čeho jej obviňujete. Ani Herodes ne; vždyť nám ho poslal zpět. Je zřejmé, že nespáchal nic, proč by zasluhoval smrt.“
Po dalších rozhovorech mezi Pilátem a staršími soudního dvora je Ježíš poslán na ukřižování na Kalvárii.

## Christologie
Pilátovo prohlášení, že Herodes neshledal na Ježíši žádnou vinu, je druhým ze tří prohlášení, která v Lukášově evangeliu učinil o Ježíšově nevině (první je v Lk 23, 4 (Kral, ČEP) a třetí v Lk 23, 22 (Kral, ČEP)), a navazuje na „christologii nevinnosti“, která je v tomto evangeliu přítomna. Ve vyprávění, které následuje po této epizodě, neshledávají na Ježíši žádnou vinu kromě Piláta a Herodese ani další lidé. V Lk 23, 41 (Kral, ČEP) jeden ze dvou lotrů ukřižovaných vedle Ježíše také konstatuje Ježíšovu nevinu, zatímco v Lk 23, 47 (Kral, ČEP) římský setník říká: „Jistě to byl spravedlivý člověk.“ Setníkova charakteristika ukazuje Lukášovo christologické zaměření na nevinnost (které začalo na Pilátově a Herodově dvoře), na rozdíl od Matouše – Mt 27, 54 (Kral, ČEP) a Marka – Mk 15, 39 (Kral, ČEP), kde setník prohlašuje: „Tento člověk byl opravdu Syn Boží“, čímž zdůrazňuje Ježíšovo božství.
Jan Kalvín považoval nedostatečnou Ježíšovu odpověď na Herodovy otázky, jeho mlčení tváří v tvář obviněním vzneseným židovskými staršími a jen minimální rozpravu s Pilátem po jeho návratu od Heroda za prvek „agentní christologie“ ukřižování. Kalvín uvedl, že Ježíš mohl argumentovat ve prospěch své neviny, ale místo toho většinou mlčel a dobrovolně se podrobil svému ukřižování v poslušnosti Otcově vůli, neboť znal svou roli „dobrovolného Beránka Božího“. „Agentní christologie“ posílená u Herodova soudu navazuje na Ježíšovu předpověď v Lk 18, 32 (Kral, ČEP), že on bude: „vydán pohanům a bude vysmíván a bude s ním potupně zacházeno.“ Na Herodově dvoře Lukáš nadále zdůrazňuje Ježíšovu roli nikoli jako „nedobrovolné oběti“, ale jako dobrovolného „zástupce a služebníka“ Božího, který se podřídil Otcově vůli.